# Sino Land
Sino Land ist ein chinesisches Unternehmen mit Firmensitz in Hongkong. Das Unternehmen ist im Aktienindex Hang Seng Index an der Hong Kong Stock Exchange gelistet. Das Unternehmen wird von Robert Ng geleitet (Stand: 2020). Das Unternehmen gehört heute zur Sino Group. 
Das Unternehmen besitzt Immobilien in Hongkong und in den angrenzenden benachbarten chinesischen Regionen.